# Aplysiidae
Als Aplysiidae bezeichnet man eine Familie der Hinterkiemerschnecken (Opisthobranchia). In den Neurowissenschaften ist die Art Aplysia californica aufgrund der großen Neuronen ein oft genutztes Forschungsobjekt. Derzeit werden etwa 80 Arten zu dieser Familie gestellt.

## Lebensweise
Alle Arten sind marin, man spricht von Meeresschnecken. Die Gattungen sind mit vier Tentakeln ausgestattet und tragen meist eine eher dünne Schale, welche auch teilweise zurückgebildet sein kann. Algen stellen meist die Hauptnahrung dieser Schnecken dar.

## Systematik
Die Aplysiidae gehören der Unterordnung Breitfußschnecken (Anaspidea) an, deren Name daher rührt, dass das kleine Gehäuse von den beiden Fußlappen bedeckt ist. Zu den Breitfußschnecken werden nur zwei Überfamilien zugeordnet, und zwar außer den Aplysioidea noch die Akeridae. Die Systematik dieser Schnecken wurde erstmals im 18. Jahrhundert an ihren Vorkommen im Atlantik erforscht, und zwar von Linné 1767 und Lamarck um 1800.
Bekannte Gattungen der Aplysiidae:
- Aplysia
- Bursatella
- Dolabella
- Dolabrifera
- Notarchus
- Petalifera
- Phyllaplysia
- Stylocheilus
- Syphonota